# Beidou
Beidou (北斗鎮S, Běidǒu ZhènP) è un comune di Taiwan, situato nella provincia di Taiwan e nella contea di Changhua.